# Владимир Петляков
Владимир Михайлович Петляков е съветски авиоконструктор, под чието ръководство е създаден най-тежкия съветски бомбардировач през Втората световна война Пе-8 и главен конструктор на най-масовия съветски фронтови бомбардировач от тези години Пе-2.
В. Петляков е роден на 27 (15 юни стар стил) юни 1891 г. в село Самбек в уезда Ростов на Дон. Той е второто от общо пет деца в семейството на еснафа Михаил Иванович Петляков и Мария Евсеевна.
Скоро след раждането му семейството се преселва в Москва, но там през 1896 г. бащата М. Петляков се простудява и умира и семейството се преселва в Таганрог при дядото по майка на бъдещия авиоконструктор. Там, през 1902 г., В. Петляков завършва енорийско училище и се записва в Таганрогското средно техническо училище, което завършва през 1911 г. и заминава за Москва, където кандидатства в Императорското Московско техническо училище. Приет е във Факултета по механика, но скоро е принуден да прекъсне следването си поради липса на средства и се връща в Таганрог. Успява да продължи следването си едва след Октомврийската революция и завършва през 1921 г., след което ръководителят на дипломаната му работа А. Н. Туполев го кани на работа в ЦАГИ в състава на КБ Туполев. В началото Петляков работи върху проектите за глисери и аерошейни, с които се занимава конструкторското бюро; след това (1925 г.) се прехвърля в бригадата разработваща крилата за самолетите, проектирани от Туполев, а през 1934 г. бригадата, която оглавява е натоварена с разработката на тежкия бомбардировач Пе-8. Първият прототип на този добър за времето си самолет излита през 27 декември 1936 г.
През 1937 г. Владимир Петляков, както и повечето от сътрудниците на А. Н. Туполев (включително самия него), е арестуван по стандартното за тогава обвинение във вредителство, както и по обвинение за организирането на т. нар. „Руско-фашистка партия“. Авиационните специалисти са въдворени в специалният затвор на НКВД в Москва, известен като ЦКБ-29. Там те са разпределени в няколко бригади, като всяка получава задачата да проектира определен тип самолет. На Петляков е възложена разработката на височинен изтребител, но с оглед на развитието на авиационната техника и тактика, както и на първите сражения в Европа от избухналата Втора световна война, заданието е променено и се налага вече летящият изтребител да бъде преработен в пикиращ бомбардировач. Петляков и екипът му се справят успешно със задачата и не след дълго са освободени от затвора. Така се появява най-масовият руски фронтови бомбардировач Пе-2, чийто първи полет (все още като височинен изтребител) Петляков вижда от покрива на затвора Бутирка, по време на демонстрациите за Първомайския парад през 1940 г. През 1941 г. Владимир Петляков е удостоен със Сталинска премия I степен за създаването на Пе-2.
Серийното производство на Пе-2 започва в завод №22, който през октомври 1941 г. е евакуиран в гр. Казан. Там се прехвърля и целият екип на Владимир Петляков. На 12 януари 1942 г. Петляков и неговият заместник А. М. Изаксон спешно са извикани в Москва. Директорът на Завод № 22 отказва да даде транспортния самолет Ли-2 и затова двамата са принудени да отлетят на борда на два току-що произведени бомбардировача Пе-2. Самолетите летят на малка височина, за да избегнат евентуални срещи с немски изтребители, но в района на с. Мамешево край гр. Арзамас, машината на която лети Владимир Петляков се разбива в земята, като загиват всички на борда ѝ. Причините за произшествието и до днес не са изяснени.